# L'orfano della selva
L'orfano della selva (título original en italiano; en español, El huérfano del bosque) es una ópera en dos actos con música de Carlo Coccia y libreto en italiano de Gaetano Rossi. Se estrenó el 15 de noviembre de 1828 en el Teatro alla Scala de Milán.